# Roman Kwaśnicki
Roman Tadeusz Kwaśnicki (ur. 3 lutego 1956 w Jeleniej Górze, zm. 17 grudnia 2021 w Koszalinie) – polski polityk, zootechnik i urzędnik państwowy, od 1995 do 1997 wicewojewoda jeleniogórski, w 2008 prezes KRUS.

## Życiorys
Syn Tadeusza i Krystyny. Ukończył studia na Akademii Rolniczej we Wrocławiu. Uzyskał następnie stopień doktora nauk rolniczych.
W latach 1977–1978 pracował jako zootechnik w rolniczej spółdzielni produkcyjnej. Następnie do 1995 był zatrudniony w oświacie m.in. jako nauczyciel, inspektor oświaty i wychowania w Urzędzie Gminy Jeżów Sudecki, dyrektor Zespołu Szkół Rolniczo-Ekologicznych w Jeleniej Górze.
W latach 1990–1998 pełnił funkcję radnego w tym mieście, krótko zasiadając w zarządzie. Od 1995 do 1997 zajmował stanowisko wicewojewody jeleniogórskiego.
W okresie 1998–2006 kierował Centrum Rehabilitacji Rolników KRUS w Szklarskiej Porębie. Następnie objął stanowisko zastępcy dyrektora departamentu w Urzędzie Marszałkowskim Województwa Dolnośląskiego. Od 2006 był także starszym wykładowcą w Kolegium Karkonoskim w Jeleniej Górze. Od 23 stycznia do 4 września 2008 pełnił funkcję prezesa Kasy Rolniczego Ubezpieczenia Społecznego. Podjął pracę jako wicedyrektor Instytutu Hodowli i Aklimatyzacji Roślin (IHiAR) w Boninie.
Członek Polskiego Stronnictwa Ludowego. Do lutego 2008 kierował miejskimi strukturami tej partii w Jeleniej Górze. Z listy PSL bez powodzenia kandydował w 1993 i 2001 do Sejmu i w 2006 do sejmiku województwa dolnośląskiego. Odznaczony Złotym Krzyżem Zasługi (1999).